# Bernard Bocquet
Bernard Bocquet (* 24. März 1949 in Meudon; † 19. April 2017 in Le Fidelaire) war ein französischer Radrennfahrer und nationaler Meister im Radsport.

## Sportliche Laufbahn
1971 wurde er mit seinem Verein AC Boulogne-Billancourt französischer Meister in der Mannschaftsverfolgung. Daraufhin wurde er in den Vorbereitungskader für die Olympischen Sommerspiele 1972 in München berufen. Er startete dort, der französische Vierer (mit seinem Vereinskameraden Jacques Bossis) kam jedoch nicht auf einen der vorderen Ränge. 1973 wurde er erneut französischer Meister in der Mannschaftsverfolgung.